# Papinsaari (ö i Finland, Päijänne-Tavastland, Lahtis, lat 61,40, long 25,44)
Papinsaari är en ö i Finland. Den ligger i sjön Päijänne och i kommunen Padasjoki i den ekonomiska regionen  Lahtis ekonomiska region  och landskapet Päijänne-Tavastland, i den södra delen av landet, 140 km norr om huvudstaden Helsingfors. Öns area är 9,6 hektar och dess största längd är 460 meter i sydöst-nordvästlig riktning.